# Пантелемонова Інна Миколаївна
І́нна Микола́ївна Пантелемо́нова (нар. 3 серпня 1977 року, Одеса) — живописець, член НСХУ (2002). 

## Біографічні дані
Народилася 3 серпня 1977 року в Одесі.
У 1999 році закінчила художньо-графічний факультет Південноукраїнського педагогічного університету. У 2002 році асистентуру-стажування Національної академії образотворчого мистецтва та архітектури (викладачем був О. Кожеков). З 1998 по 1999 рік працювала викладачем образотворчого мистецтва в загальноосвітній школі № 37 в Одесі. З 2004 по 2007 рік працювала у приватному підприємстві «Макссервіс» у Києві. З 2007 — на творчій роботі.

## Творча робота
У своїх роботах прагне переосмислювати традиції та символи української культури. Їй притаманне природне відчуття кольору, глибинна емоційність. Зображення передають «відчуття гармонії, самопізнання й глибинного, усвідомленого щастя». 
Проілюструвала книги «Вечір спаленої трави» (2007), «Осінні сузір'я» (2008), «Вибране» (т. 1, 2; 2012), «Жовте вечірнє сонце» (2015) В. Терена, підручник «Українська література» для 7 класу Л. Коваленко (К., 2017). 
Учасниця міських, всеукраїнських та зарубіжних мистецьких виставок від 1997. Персональні — в Одесі (1988, 1998, 2001), Києві (2004 — дві експозиції, 2007—09, 2011 — дві експозиції, 2012, 2012—15 — серія виставок однієї картини, 2013 і 2014 — по дві експозиції, 2014—20, 2017, 2018 — дві експозиції, 2019, 2021 — дві експозиції), Запоріжжі (2010—11), Софії (2013), м. Шарджа (Об'єднані Арабські Емірати, 2014), Чернівцях (2023). Брала участь в Етно-фестивалі в Італії (м. Джавері, 2014, 2016; триптихи «Затемнення» та «Квітка-Душа»), у міжнародних пленерах та арт-симпозіумах в Італії, Йорданії, Туреччині, Узбекистані, Білорусі, Польщі. Деякі твори зберігаються в Національному центрі народної культури «Музей І. Гончара», Фонді сприяння розвитку мистецтв, Українському фонді культури, Одеському історико-краєзнавчому музеї, Миколаївському художньому музеї, Макарівській картинній галереї, Арт-галереї (м. Амман, Йорданія).

### Основні твори
За ЕСУ:
«Вилківські відображення» (2001), «Радість» (2004), «Майстриня спокуси», «Будинок Чехова в Гурзуфі», «Летіла зозуля» (усі — 2006), «Спас» (2008), «Рибний день», «Всесвіт на двох» (обидва — 2010), «Крізь синю вічність» (2012), «Дуальність», «Народження Дива» (обидва — 2013), «Молоко» (2016), «Крилатий ведмідь», «Свято квітів», «Привіт, сусідко», «Блага вість» (усі — 2017), триптих «Квітка-Душа» (2020—21), поліптих «Свідки часу. Фігури», диптих «Час», «Промінь радості» (усі — 2023); серії — на тему української пісні «Співочі обереги» (2012), «Жінки» (2016), «Сенси» (2020—21), «Свідки часу» (2023).